# Hans Gude
Hans Fredrik Gude (Christiania, 13 de março de 1825 — Berlim, 17 de agosto de 1903) foi um pintor e romancista norueguês, sendo considerado, juntamente com Johan Christian Dahl, um dos principais pintores de paisagens da Noruega. Ele foi chamado um dos pilares do romantismo nacional norueguês. Ele está associado à escola de pintura de Düsseldorf.
A carreira artística de Gude não foi marcada por mudanças drásticas e revolução, mas sim por uma progressão constante que lentamente reagiu às tendências gerais do mundo artístico. Os primeiros trabalhos de Gude são de paisagens norueguesas idílicas e ensolaradas, que apresentam uma visão romântica, mas ainda realista, de seu país. Por volta de 1860, Gude começou a pintar paisagens marítimas e outros assuntos costeiros. Gude teve dificuldade com o desenho da figura inicialmente e, assim, colaborou com Adolph Tidemand em algumas de suas pinturas, desenhando a paisagem e permitindo a Tidemand pintar as figuras. Mais tarde, Gude trabalharia especificamente em suas figuras enquanto estava em Karlsruhe, e assim começou a preencher suas pinturas com elas. Gude inicialmente pintou principalmente com óleos em um estúdio, baseando seus trabalhos em estudos que havia feito anteriormente no campo. No entanto, quando Gude amadureceu como pintor, ele começou a pintar em pleno ar e esposou os méritos de fazê-lo com seus alunos. Gude pintaria com aquarelas mais tarde na vida, bem como guache, em um esforço para manter sua arte constantemente atualizada e em evolução, e embora essas nunca fossem tão bem recebidas pelo público quanto suas pinturas a óleo, seus colegas artistas as admiravam muito.
Gude passou 45 anos como professor de arte e, por isso, desempenhou um papel importante no desenvolvimento da arte norueguesa, atuando como mentor de três gerações de artistas noruegueses. Jovens artistas noruegueses corriam para onde Gude estava ensinando, primeiro na Academia de Arte de Düsseldorf e depois na Escola de Arte de Karlsruhe. Gude também atuou como professor na Academia de Arte de Berlim de 1880 a 1901, embora tenha atraído poucos noruegueses à Academia de Berlim, porque nessa época Berlim havia sido superada em prestígio aos olhos dos jovens artistas noruegueses por Paris.
Ao longo de sua vida, Gude ganhou inúmeras medalhas, foi introduzido como membro honorário em muitas academias de arte e recebeu a Grande Cruz da Ordem de São Olav. Ele era o pai do pintor Nils Gude. Sua filha Sigrid se casou com o escultor alemão Otto Lessing.